# Кинлодь
Кинлодь (укр. Кінлодь) — село в Великолучковской сельской общине Мукачевского района Закарпатской области Украины.
Население по переписи 2001 года составляло 223 человека. Почтовый индекс — 89650. Телефонный код — 3131. Занимает площадь 0,445 км². Код КОАТУУ — 2122782804.